# St. Mary’s Priory (Loughrea)

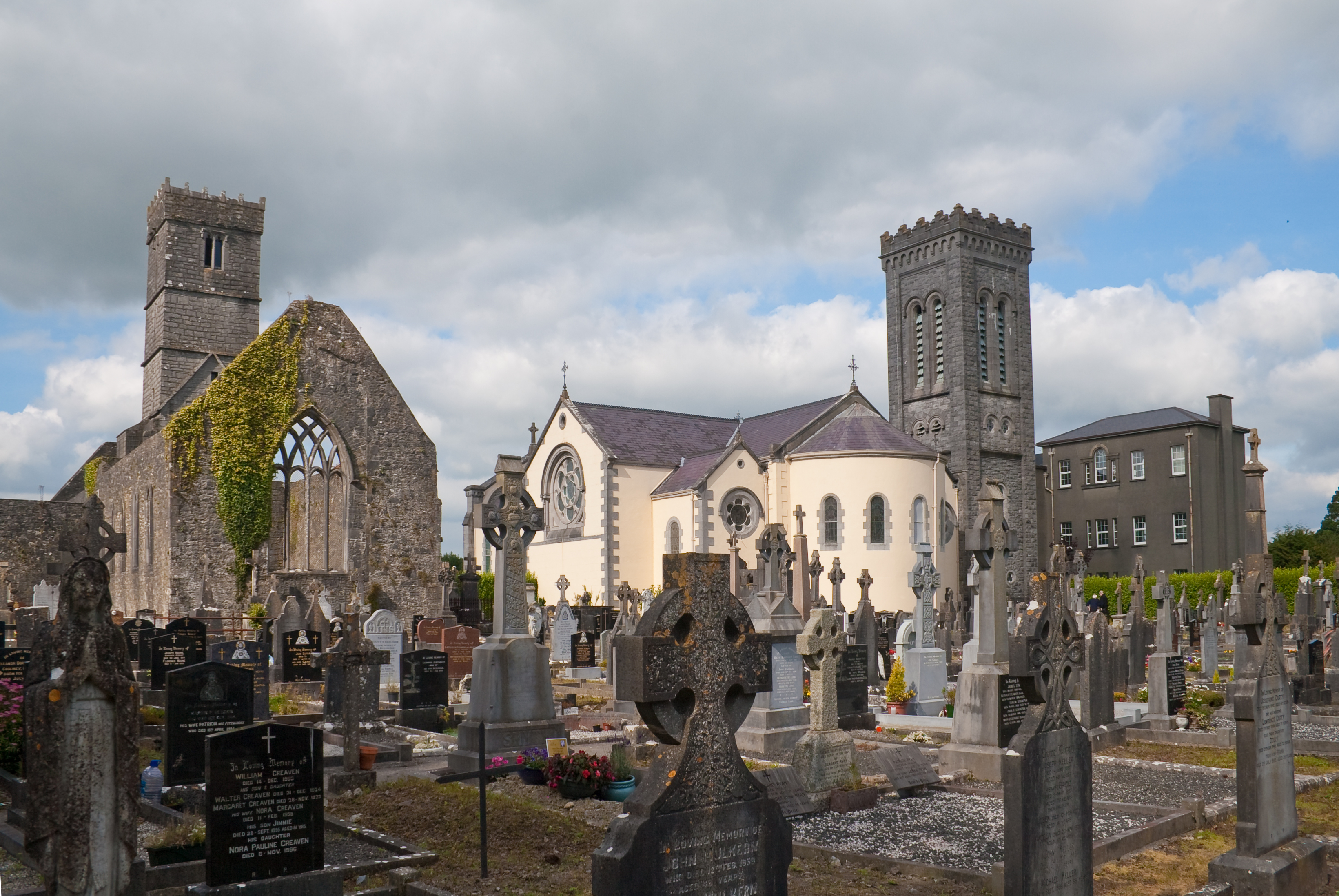
Die Ruine der Prioratskirche St. Mary neben dem modernen Kloster

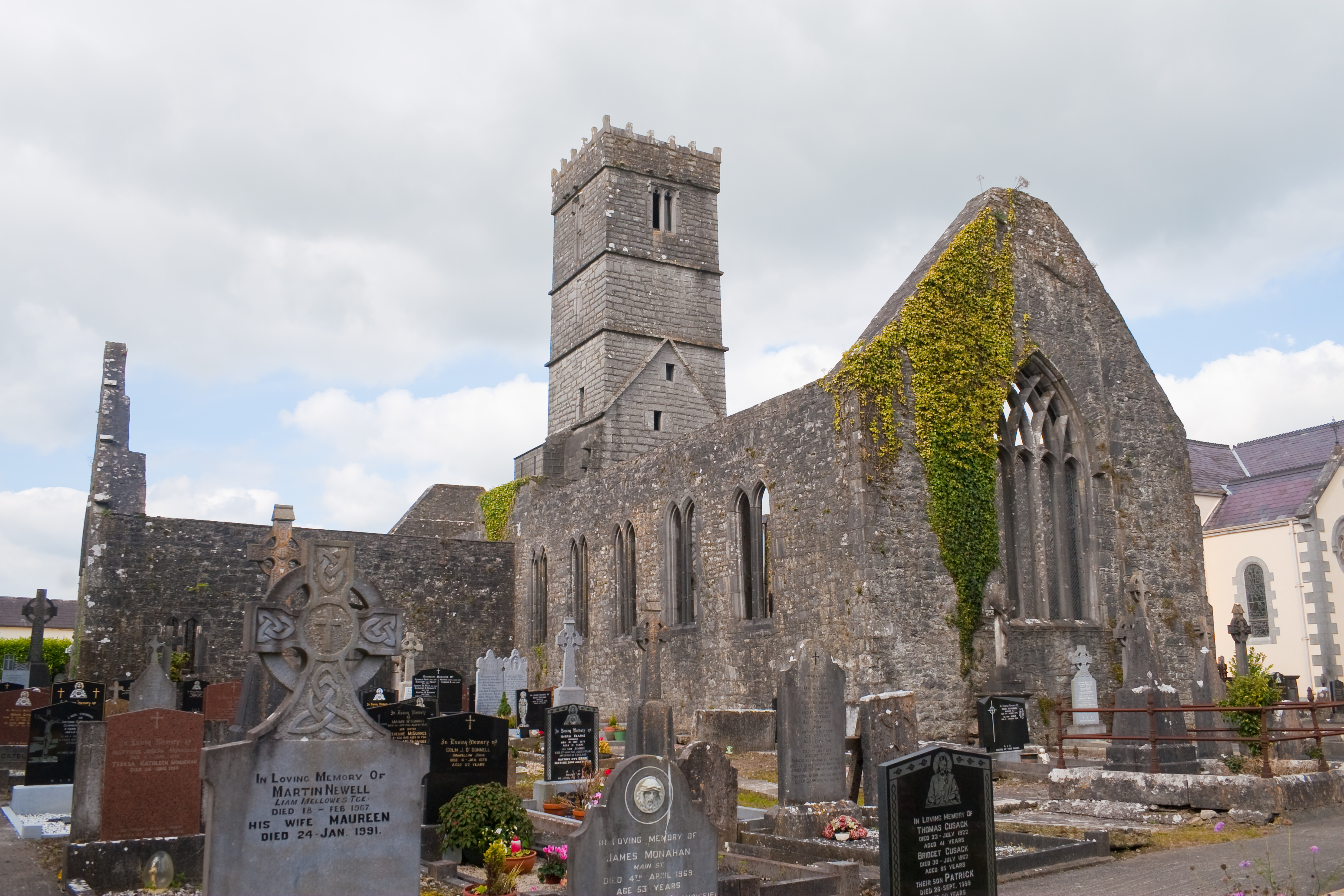
Chor und Querhaus der Prioratsruine

St. Mary’s Priory (irisch Mainistir Mhuire) ist ein ehemaliges Priorat der Karmeliten in Loughrea in Irland (County Galway). In unmittelbarer Nachbarschaft befindet sich heute eine moderne Niederlassung der Unbeschuhten Karmeliten.

## Geschichte
Das Priorat der Karmeliten wurde um 1300 durch den Normannen Richard de Burgh (1259–1326)  gestiftet. Die Ruine der Prioratskirche besteht aus einem einschiffigen Langhaus, einem südlichen Querhaus und einem Langchor, der südlich jeweils fünf paarweise angeordnete Lanzettfenster und im Chorschluss ein Maßwerkfenster aus der Zeit um 1500 besitzt. Auch der Vierungsturm wurde um 1500 hinzugefügt. Im Zuge der Reformation gelangte das Priorat in den Besitz von Richard, Earl of Clanricarde. Die Karmelitenbrüder wurden zunächst nicht vollständig vertrieben, sondern sie konnten sich zunächst in der Nachbarschaft niederlassen. Ab 1640 wirkten Unbeschuhte Karmeliten in Loughrea, die schließlich 1829 ein neues Priorat errichten konnten.